# Contea di Qian
La contea di Qian (乾县S, Qián XiànP) è una contea della Cina, situata nella provincia dello Shaanxi e amministrata dalla prefettura di Xianyang.